# Saracay
Saracay ist eine Ortschaft und eine Parroquia rural („ländliches Kirchspiel“) im Kanton Piñas der ecuadorianischen Provinz El Oro. Die Parroquia besitzt eine Fläche von 117,7 km². Die Einwohnerzahl lag im Jahr 2010 bei 2545.

## Lage
Die Parroquia Saracay liegt im Südwesten von Ecuador in den westlichen Ausläufern der Anden. Der Oberlauf des Río Arenillas durchquert das Gebiet in westlicher Richtung. Der 170 m hoch gelegene Ort Saracay befindet sich 20 km westnordwestlich des Kantonshauptortes Piñas. Die Fernstraße E585 führt von Piñas nach Saracay. An Saracay führt die E50 (La Avanzada–Chaguarpamba) vorbei.
Die Parroquia Saracay grenzt im Norden an die Parroquia Torata (Kanton Santa Rosa), im Nordosten an die Parroquia Ayapamba (Kanton Atahualpa), im Osten an die Parroquia Moromoro, im Süden an die Parroquia Balsas (Kanton Balsas), sowie im Westen an die Parroquias La Bocana und Piedras.

## Orte und Siedlungen
Zum Hauptort Saracay gehören folgende Ciudadelas: El Bosque, El Tamarindo, La Inmaculada, La Central, Las Brisas, La Y, La Florida und El Puente Camilo Ponce Enríquez. Ferner gibt es in der Parroquia folgende Sitios: Platanillos, Panupali, Naranjos, San José, Fátima, El Triunfo, Las Orquídeas, Las Palmas, Camarones, La Unión und Damas.

## Geschichte
Am 28. November 1995 wurde mittels Ministerialabkommen N° 0983 die Parroquia Saracay gegründet.